# 898
Évszázadok: 8. század – 9. század – 10. század
Évtizedek: 840-es évek – 850-es évek – 860-as évek – 870-es évek – 880-as évek – 890-es évek – 900-as évek – 910-es évek – 920-as évek – 930-as évek – 940-es évek
Évek: 893 – 894 – 895  – 896 –  897 – 898 – 899 – 900 – 901 – 902 – 903

## Események

### Európa
- Január 1-én meghal Odó nyugati frank király. Utódja kijelölt örököse, a Karoling-házból való 18 éves Együgyű Károly, aki messzemenő engedményeket tesz a főnemességnek.
- Januárban az előző év végén meghalt II. Theodorus pápa helyére papok és nemesek egy frakciója III. Sergiust választja meg. de ezzel párhuzamosan IX. Jánost is megválasztják. Lambert itáliai császár Jánost támogatja, akit felszentelnek és egyik első tetteként kiközösíti és száműzi Sergiust. János egyebekben folytatja elődje politikáját, visszaállítja a VI. István által lefokozottak rangját és elégetteti a botrányos hullaper határozatait.
- II. Adalbert toszkánai őrgróf fellázad Lambert ellen, de vereséget szenved és fogolyként Paviába viszik. A 18 éves Lambert októberben meghal; vagy vadászat közben leesik a lováról vagy meggyilkolják. Riválisa, Berengár egész (Észak-) Itália királyának nyilvánítja magát.
- Meghal Athanasius, Nápoly hercege és püspöke. Hercegi koronáját unokaöccse, IV. Gergely, püspökségét öccse, István örökli.
- II. Mojmír morva fejedelem azt kéri a pápától, hogy közvetlenül szentelje fel a morva papokat, csökkentve ezzel a bajor egyház befolyását országában. II. Szvatopluk nyitrai fejedelem (Mojmír öccse) bajor támogatással fellázad ellene. Mojmír legyőzi és foglyul ejti öccsét, de a bajorok kiszabadítják és menedéket adnak neki.
- Arnulf keleti frank király szövetséget köt a Kárpát-medence keleti felét elfoglaló magyarokkal és arra ösztönzi őket, hogy támadják meg riválisát, Berengár itáliai királyt (Berengár sokáig Arnulf szövetségese volt, de utóbbi az itáliai hadjárata során saját törvénytelen fiát, Ratoldot koronáztatta Itália királyává, akit később Berengár elűzött). A magyarok egy kis felderítő osztagot küldenek Északkelet-Itáliába.

## Születések
- Nagy Hugó, frank herceg, párizsi gróf

## Halálozások
- január 1. – Odó, nyugati frank király
- október 15. – Lambert, itáliai császár
- Athanasius, nápolyi herceg
- Toszon, koreai szerzetes

## Fordítás
- Ez a szócikk részben vagy egészben  a(z)   898 című angol Wikipédia-szócikk ezen változatának fordításán alapul.  Az eredeti cikk szerkesztőit annak laptörténete sorolja fel. Ez a jelzés csupán a megfogalmazás eredetét és a szerzői jogokat jelzi, nem szolgál a cikkben szereplő információk forrásmegjelöléseként.